# James Madison Bell
Pour les articles homonymes, voir Bell.
James Madison Bell, né le 3 avril 1826 à Gallipolis et mort en 1902 à Toledo dans l'Ohio, est un anti-esclavagiste et un poète afro-américain, l'un des plus connus du XIXe siècle.

## Œuvres
- A Poem (1862)
- The Day and the War (1864)
- Poem (sur l'assassinat d'Abraham Lincoln, 1865)
- Valedictory on Leaving San Francisco (1866)
- The Progress of Liberty (1866)
- Modern Moses (1866)
- The Triumph of Liberty (1870)
- The Poetical Works of James Madison Bell (1901)